# Nationaal park Siberut
Nationaal park Siberut is een park in Indonesië. Het beslaat de helft (zo'n 1.905 km²) van het eiland Siberut. Het park ligt in de provincie Zuid-Sumatra.